# Velenka
Velenka är en ort i Tjeckien.   Den ligger i regionen Mellersta Böhmen, i den centrala delen av landet, 30 km öster om huvudstaden Prag. Velenka ligger 195 meter över havet och antalet invånare är 211.
Terrängen runt Velenka är platt. Runt Velenka är det ganska glesbefolkat, med 45 invånare per kvadratkilometer. Närmaste större samhälle är Brandýs nad Labem-Stará Boleslav, 17,3 km väster om Velenka. Trakten runt Velenka består till största delen av jordbruksmark.